# Steffie van der Peet
Steffie van der Peet (ur. 10 września 1999 w Hadze) – holenderska kolarka torowa, brązowa medalistka mistrzostw świata.

## Kariera
Pierwsze medale w karierze zdobyła w 2016 roku, kiedy zwyciężyła w sprincie drużynowym, a w keirinie była trzecia podczas mistrzostw Europy juniorów w Montichiari. Na rozgrywanych rok później mistrzostwach Europy juniorów w Sangalhos była trzecia w sprincie, a na mistrzostwach świata juniorów w Montichiari była druga w keirinie. W 2018 roku zdobyła srebro w keirinie na mistrzostwach Europy U-23 w Aigle, a w 2019 roku powtórzyła ten wynik, zajmując ponadto drugie miejsce w sprincie drużynowym na ME U-23 w Gandawie. W 2019 roku zdobyła także brązowy medal w sprincie drużynowym na mistrzostwach Europy w Apeldoorn. W tej samej konkurencji zdobywała następnie złoto podczas mistrzostw Europy w Grenchen (2021), srebro podczas mistrzostw Europy w Monachium (2022) i brąz podczas mistrzostw Europy w Grenchen (2023). Na mistrzostwach świata w Yvelines w 2022 roku wywalczyła również brązowy medal w keirinie, gdzie wyprzedziły ją tylko Niemka Lea Friedrich i Mina Sato z Japonii.